# Чемпіонат України з футзалу 2022—2023
Чемпіонат України з футзалу 2022—2023 розпочався 2 вересня 2022 року, закінчився 30 травня 2023 року п'ятим матчем „золотої“ серії плей-оф. У цьому сезоні 10 команд поділені на дві групи «Захід» і «Центр» проведуть 4 етапи чемпіонату та плей-оф.  
. У першому етапі команди провели 2 кола матчів у своїх групах — 10 турів, на другому етапі було зіграно 5 турів, де команди групи «Захід» протистояли суперникам з групи «Центр». На третьому етапі команди зіграли 5  турів (одне коло) у своїх групах. У четвертому етапі команди ще раз зіграли між групами, після чого відбудулися матчі плей-оф, в яких визначили призерів чемпіонату.
 «ХІТ» (Київ);

 «Ураган» (Івано-Франківськ);

 «Кардинал-Рівнестандарт» (Рівне)
Титульним спонсором Екстра-ліги у сезоні 2022-2023 стала букмекерська компанія VBET Ukraine, а змагання отримали назву «VBET Екстра-ліга».

## Учасники
Група «Захід»
- «Ураган» (Івано-Франківськ);
- «Енергія» (Львів);
- «in. IT» (Львів);
- «Кардинал-Рівнестандарт» (Рівне);
- «Сокіл» (Хмельницький).

Група «Центр»
- «ХІТ» (Київ);
- «Черкасиобленерго» (Черкаси);
- «Рятувальник» (Ромни);
- «CLUST» (Київ);
- «Харків» (Харків).

## Турнірна таблиця

### Група «Захід»
| М | Команда                | І  | В  | Н | П  | РМ    | О  |
| - | ---------------------- | -- | -- | - | -- | ----- | -- |
| 1 | Ураган                 | 22 | 15 | 5 | 2  | 95−35 | 50 |
| 2 | Енергія                | 22 | 14 | 4 | 4  | 58−36 | 46 |
| 3 | Кардинал-Рівнестандарт | 22 | 7  | 6 | 9  | 50−54 | 27 |
| 4 | Сокіл                  | 22 | 7  | 2 | 13 | 35−56 | 23 |
| 5 | in. IT                 | 22 | 4  | 1 | 17 | 25−71 | 13 |

### Група «Центр»
| М | Команда          | І  | В  | Н | П  | РМ    | О  |
| - | ---------------- | -- | -- | - | -- | ----- | -- |
| 1 | ХІТ              | 22 | 16 | 5 | 1  | 84−30 | 53 |
| 2 | CLUST            | 22 | 12 | 2 | 8  | 71−51 | 38 |
| 3 | ФЗК Харків       | 22 | 11 | 4 | 7  | 75−71 | 37 |
| 4 | Рятувальник      | 22 | 5  | 0 | 17 | 42−83 | 15 |
| 5 | Черкасиобленерго | 22 | 3  | 3 | 16 | 39−87 | 12 |

Кращий бомбардир: Євгеній Жук (ХІТ) - 20

### Плей-оф
Команди, які посіли в своїх групах 1-4 місця зіграли в етапі плей-оф. Чвертьфінальні матчі гралися до двох перемог, півфінальні та матчі за перше місце — до трьох, з визначенням переможця у кожному з матчів. Матчі за третє місце — до двох перемог з визначенням переможця у кожному з матчів. 

#### 1/4 фіналу
Рятувальник — Ураган 2:1 (Кончаков, Радченко - Корсун), 2:7 (Курило, Прокопчук - Швед, Микитюк - 4, Фаренюк, Абакшин), 0:4 (Фаренюк, Абакшин, Масевич, Мик. Грицина);
ФК «Харків» —  Енергія 3:7 (Сагайдачний, Овсянніков, Васильєв - Зварич, Кузь - 3, Авто, Радвевич - 2), 0:2 (Цілик, Буньо);
Сокіл — ХІТ 2:7 (Первєєв - 2 - Шеремета, Жук. - 3, Чернявський, Поночовний, Журба), 0:4 (Шеремета, Журба - 2, Сухов);
Кардинал-Рівнестандарт — CLUST 3:2 (Кравчук, Малиновський, Басич - Вл. Моспан, Британ), 3:2 (Малиновський, Волянюк - 2 - Боргун, Вл. Моспан).

#### 1/2 фіналу
ХІТ — Енергія 4:3 (Школьний - 2, Сірий, Чернявський - Тєряєв, Кузь, Зварич) , 2:3 (Сірий, Жук - Тєряєв, Цілик, Кузь), 4:4 (Чернявський, Сметаненко, Педяш, Поночовний - Кузь - 3, Радевич) (7:6), 3:7 (Педяш, Жук - 2 - Квасній - 2, Кузь - 2, Тєряєв, Радвевич, Авто), 7:2 (Жук - 2, Літвінов, Журба, Педяш, Шеремета, Чернявський - Гураль, Тєряєв);
Ураган — Кардинал-Рівнестандарт 4:1 (Абакшин, Мих. Грицина, Микитюк - 2 -  Басич), 5:3 (Фаренюк - 2, Швед, Корсун, Микитюк - Волянюк, Кручок, Бондар), 2:4 (Швед, Фаренюк - Бондар - 2, Горпинич, Волянюк), 3:1 (Фаренюк, Мик. Грицина, Мих. Грицина)

#### Фінал
Ураган — ХІТ 1:2 (Корсун - Жук, Авто), 2:2 (Швед, Корсун - Жук. Поночовний) (5:4), 0:2 (Жук, Педяш), 2:3 (Фаренюк, Микитюк - Журба, Жук, Чернявський).

#### Матчі за третє місце
Кардинал-Рівнестандарт — Енергія 0:0 (4:5), 2:1 (Ланко - 2 - Квасній), 2:1 (Басич - 2 - Кузь).
Кращі бомбардири:
1. Є. Жук (ХІТ) - 33
2. А. Фаренюк (Ураган) - 24
3. М. Микитюк (Ураган) - 22
4. І. Чернявський (ХІТ) - 22
5. Т. Кузь (Енергія) - 21